# خربة الخالدي
خربة الخالدي هي بقايا حصن نبطي يقع في الأردن في محافظة العقبة إلى الجنب الشرقي من جمرك وادي اليتم بحوالي كيلو ونصف.
يذكر لانكاستر هاردنج بأنها نبطية المنشأ، وترتفع حجارتها متران، وتقع بالقرب منها آبار لتجميع مياه الأمطار بعضها محفور بالصخر كبقية الأعمال النبطية. عثر بها على عملة بيزنطية مما يؤشر إلى استخدام الآبار منذ ذلك العصر.
مرت بالخربة القوات العربية خلال الثورة العربية الكبرى بقيادة عودة أبو تايه بشهر تموز 1917 وكانت حاميتها العثمانية قد انسحبت منها إلى خربة كثارة.

## وصلات خارجية
- قائمة آثار محافظة العقبة.